# União Norte-Africana de Futebol
A União Norte-Africana de Futebol (em francês: Union nord-africaine de football), oficialmente abreviado como UNAF, é uma associação de federações de futebol de países do Norte da África. É filiada à CAF e organiza anualmente diversos torneios.

## Membros
Um total de 5 associações nacionais de futebol pertencem à UNAF.
| País     | Associação Nacional                            | Seleção |
| -------- | ---------------------------------------------- | ------- |
| Argélia  | Fédération Algérienne de Football (FAF)        | M, F    |
| Egito    | Egyptian Football Association (EFA)            | M, F    |
| Líbia    | Libyan Football Federation (LFF)               | M, F    |
| Marrocos | Fédération Royale Marocaine de Football (FRMF) | M, F    |
| Tunísia  | Fédération Tunisienne de Football (FTF)        | M, F    |